# 李晢
李皙（1553年—1597年），字仲白，一字叔明，號中白，河南歸德府永城縣人，軍籍，明朝政治人物。李楠弟。

## 生平
生嘉靖癸丑正月九日。李皙多髯，自稱髯生。萬曆十三年（1585年）乙酉科河南鄉試舉人，十七年（1589年）己丑科進士。刑部觀政，即上疏勤學勵政箴，十九年授廬州府推官，曾署任六安知州，二十五年八月擢南户部貴州司主事，仲冬十一月六日病卒滁州，年四十五。无子，以侄子为后。李晳擅长作诗，有唐代開元、大曆之风。八歲時曾從吕坤就學。著有《中白先生稿》。

## 家族
曾祖李敬，贈文林郎。祖父李琛，巴州州同。父李良知，興化縣訓導、武學教授。母张氏，封孺人。兄李楠，丙戌進士，湖廣道監察御史。
元配亓氏，贈孺人；繼配孫氏、鄧氏，封孺人。生一女。以弟李桢之子交延为後。